# Die Geliebte des Anderen
Die Geliebte des Anderen ist ein französisch-italienischer Spielfilm aus dem Jahre 1970.

## Handlung
Marina und Claude sind ein Paar. Sie machen mit dem Auto einen Ausflug in die Bretagne. Dort kommt es zum Streit. Marina zückt ihre Pistole, aber der Schuss geht in die Luft. Claude nimmt ihr die Pistole weg, schlägt sie und zwingt sie zu einer gemeinsamen Autofahrt an der Steilküste. Dabei kommt es zu einem folgenschweren Unfall. Das Auto fliegt über eine Klippe in den Abgrund und versinkt im Meer. Wie durch ein Wunder rettet sich Marina und meldet sich bei der Polizei, die den Unfall aufnimmt. Claude ist spurlos verschwunden. Sein Bruder Serge nimmt Kontakt mit Marina auf und verliebt sich in sie. Als er Revolverpatronen in ihrer Handtasche entdeckt, beginnt er Marina des Mordes an seinem Bruder zu verdächtigen. Trotz der Verdächtigungen  beginnt er eine Liebesaffäre mit Marina und fährt mit ihr gemeinsam in die Bretagne an den Unfallort. Dort macht er sich auf Spurensuche. Er möchte den wahrscheinlich toten Bruder finden. Bei einem Tauchgang findet er jedoch an Stelle des Bruders einen rostigen Revolver, der zu den Patronen Marinas passt. Er konfrontiert sie mit seinem Verdacht, doch Marina streitet alles ab. Die Flut spült schließlich eine Leiche an Land, die Serge als seinen Bruder identifiziert, doch später stellt sich heraus, dass es nicht Claude ist.
Claude taucht plötzlich wieder bei Marina auf und will sich an ihr für die Untreue mit seinem Bruder rächen. Marina provoziert Claude, er ergreift sie gewalttätig. Im Streit ersticht Marina Claude und vergräbt ihn im Garten. Sie flieht daraufhin in die Arme von Serge und gesteht ihm die Tat. Doch Serge will ihr dies nicht mehr glauben, denn er hat ja die Leiche in der Bretagne identifiziert. Das Liebespaar fährt nach Italien. Die Leiche wird jedoch durch einen starken Regen im Garten freigelegt und die Polizei kommt Marina auf die Spur. Als das Liebespaar nach einer Segeltour im Hafen ankommt, wartet am Ufer die Polizei.

## Kritiken
„Bei einem Autoabsturz ins Meer bleibt der Fahrer unauffindbar, die Geliebte kann sich retten und lebt nun mit dem Bruder des Verunglückten zusammen. Trotz einiger Unwahrscheinlichkeiten und Effekthaschereien ein spannender Psychokrimi.“